# Glinka (cràter)
Glinka és un cràter d'impacte en el planeta Mercuri de 89 km de diàmetre. Porta el nom del compositor rus Mikhail Glinka (1804-1857), i el seu nom va ser aprovat per la Unió Astronòmica Internacional el 2008. Va ser descobert el 1974 per la sonda espacial Mariner 10.
El seu sòl està cobert per material que forma una plana llisa, i mostra una característica de col·lapse en forma de ronyó, que també es diu «pou central». La mida del pou, que es va observar per primera vegada en les imatges de la sonda espacial MESSENGER obtingudes el gener de 2008, és de 20 × 8,5 km. Està envoltat per un dipòsit piroclàstic brillant. Tal característica pot ser el resultat de col·lapse d'una cambra magmàtica subjacent a la part central del cràter.
La característica col·lapse és un anàleg de les calderes volcàniques de la Terra.